# Niedaleko Warszawy
Niedaleko Warszawy – socrealistyczny polski film z 1954 r. w reżyserii Marii Kaniewskiej.

## Fabuła
W podwarszawskiej hucie „Bielawa” prowadzone przez przedstawicieli partii metody pracy wywołują sprzeciw przedwojennego inżyniera Przewłockiego. Zmiany są popierane przez młodą Wandę Bugajównę – córkę majstra. Kobieta, która awansowała na technika, chce udowodnić swoją wiedzę. Tymczasem wysłannik imperialistycznego wywiadu, który pojawia się w hucie jako nowy pracownik chce ją zniszczyć przy pomocy Przewłockiego. Stary inżynier nie chcąc przyłożyć jednak do tego ręki, zostaje zamordowany przez szpiega. Tylko Wanda podejrzewa, że to nie zwykły napad, ale próba dezorganizacji pracy kolektywu. Próbując to udowodnić sama naraża się na odwet sabotażysty.

## Obsada
- Urszula Modrzyńska – Wanda Bugajówna
- Feliks Żukowski – Szymon Bugaj
- Zdzisław Mrożewski – inżynier Przewłocki
- Ludwik Benoit – dywersant Borucki
- Jan Żardecki – przodownik Wieniarz
- Stanisława Perzanowska – Banasiowa
- Wiktor Grotowicz – sekretarz partii Wielicki
- Adolf Chronicki – porucznik Urzędu Bezpieczeństwa
- Ignacy Machowski – sekretarz partii
- Igor Śmiałowski – pułkownik Urzędu Bezpieczeństwa
- Stefan Śródka – dyrektor huty
- Zygmunt Zintel – robotnik
- Adam Kwiatkowski – robotnik Wicuś
- Zygmunt Chmielewski – pułkownik Hopkins

Źródło: Filmpolski.pl.